# 밀란 요바노비치
밀란 "라네" 요바노비치(세르비아어: Милан "Лане" Јовановић, 영어: Milan Jovanović, 1981년 4월 18일 ~)는 세르비아의 전 축구 선수로, 포지션은 윙어와 스트라이커다.
세르비아 축구 국가대표팀에는 2007년에 데뷔하였다.

## 클럽 경력
요바노비치는 1999-2000 시즌 FK 보이보디나에서 선수 생활을 시작하였다. 보이보디나에서 네 시즌을 뛴 후, 2003-04 시즌 우크라이나 프리미어리그의 샤흐타르 도네츠크로 이적했으나 6경기 1골에 그쳤고, 2004년 러시아 프리미어리그의 로코모티프 모스크바로 이적하였다. 로코모티브 모스크바에서는 첫 시즌에 리그 경기 3경기 출장, 컵 대회 1경기 출장에 그쳤고, 두 번째 시즌에는 단 한 경기에도 출전하지 못했다. 2006-07 시즌 벨기에 주필러 리그의 스탕다르 리에주로 이적했으며, 첫 시즌인 2006-07 시즌에 14골, 두 번째 시즌인 2007-2008 시즌에는 16골을 기록하며, 벨기에 리그 우수 선수에게 주는 벨기에 골든슈를 수상하였다.
2010년 7월 잉글랜드 프리미어리그의 리버풀로 이적했으며, 당초 등번호 10번이 주어질 예정이었지만, 조 콜의 리버풀 입단 후, 자신이 세르비아 대표팀에서 사용하고 있는 14번으로 변경되었다. 같은 달 29일 라보트니치키와의 유로파리그 어웨이 경기에서 데뷔 경기를 치렀으며, 2010년 8월 15일 아스널과의 프리미어리그 경기에서 리그 데뷔전을 치렀다. 요바노비치의 첫 골은 앤필드에서 열린 풋볼 리그 2 소속의 노샘프턴 타운과의 풋볼 리그 컵 경기에서 나왔으며, 경기는 무승부로 끝났다. 2011년, 주필러 리그의 안데를레흐트로 이적하였다.

## 대표팀 경력
세르비아 축구 국가대표팀에는 2007년 6월 2일, 핀란드 전에서 데뷔했으며, 세르비아는 요바노비치의 대표팀 첫 골이자 경기 두 번째 골에 힘입어 2-0으로 승리하였다. 2010년 FIFA 월드컵 예선에서는 대표팀 내에서 가장 많은 골을 넣었으며, 2010년 5월 21일 당시 세르비아 대표팀 감독 라도미르 안티치가 선정한 2010년 FIFA 월드컵에 출전할 세르비아 대표 23인에 포함되었다. 2010년 6월 18일 독일과의 D조 조별 리그 경기에서 FIFA 월드컵에서의 첫 골을 넣었고, 세르비아는 이 경기에서 1-0으로 승리하였다.